# Vincenzo Cardarelli
Vincenzo Cardarelli (ur. 1 maja 1887 w Corneto Tarquinia - aktualnie Tarquinia, zm. 18 czerwca 1959 w Rzymie) – włoski poeta i krytyk literacki.

## Życiorys
W 1906 roku przeniósł się z rodzinnego Corneto do Rzymu. Wraz z Riccardo Bacchellim oraz Emilio Cecchim założył czasopismo „La Ronda” (1919-1922). 
W swojej twórczości literackiej dążył do klasycznej czystości formy wierszy. Wydał zbiory poezji Giorni in piena (1934) i prozy artystycznej Il cielo sulle città (1939).